# ابيضاض الدم اللمفاوي الحاد للخلايا التائية
ابيضاض الدم اللمفاوي الحاد للخلايا التائية هو أحد أنواع سرطان الدم اللمفاوي الحاد مع أورام خبيثة عدوانية في نقي العظم. ابيضاض الدم اللمفاوي الحاد هو حالة تتراكم فيها خلايا الدم البيضاء غير الناضجة في نقي العظم، ما يؤدي بعد ذلك إلى إزاحة خلايا الدم البيضاء الطبيعية وتجمعها في الكبد والطحال والعقد اللمفاوية. يشمل نوعا ابيضاض الدم اللمفاوي الحاد الأكثر شيوعًا الخلايا البائية والخلايا التائية، إذ يحمي النوع الأول الجسم ضد الفيروسات والبكتيريا من خلال إنتاج الأجسام المضادة التي تدمر الخلايا المستهدفة مباشرةً أو تحفز غيرها على القيام بذلك، بينما تدمر الأخيرة البكتيريا أو الخلايا المصابة بالفيروسات مباشرةً. وُجد أن نحو 20% من جميع مرضى ابيضاض الدم اللمفاوي الحاد يعانون منه في الخلايا التائية ويبدو أنه أكثر انتشارًا بين البالغين مقارنةً بالأطفال، مع تقلص الحوادث مع التقدم بالعمر. من بين حالات ابيضاض الدم اللمفاوي الحاد للخلايا التائية لدى الأطفال، كان متوسط عمر بداية المرض 9 سنوات وكان المرض بارزًا بشكل خاص بين المراهقين. ينشأ المرض من خلل خلوي وجزيئي، ما يؤدي إلى تعطيل المسارات التنموية التي تتحكم في نمو الخلايا التيموسية، ونمو مثبطات الورم، وتغييرات في القدرة على ضبط نمو الخلايا وانبثاثها. يتميز ابيضاض الدم اللمفاوي الحاد للخلايا التائية عن ابيضاض الدم تائي الخلايا في البالغين الذي يسبب فيه فيروس تي- الليمفاوي البشري من النوع الأول نضج خبيث للخلايا التائية، إذ يعد ابيضاض الدم اللمفاوي الحاد للخلايا التائية سليفة للأورام اللمفاوية. تتضمن أعراضه السريرية الأكثر شيوعًا الارتشاح إلى الجهاز العصبي المركزي، ووجود كتلة منصفية ناشئة من الغدة الزعترية (التيموسية)، بالإضافة إلى الارتشاح إلى أعضاء خارج النقي بما في ذلك العقد اللمفاوية نتيجة فرط خلايا الدم البيضاء.

## التظاهرات السريرية
ينشأ ابيضاض الدم اللمفاوي الحاد للخلايا التائية من التغيرات التخلقية والجينية في الخلايا التيموسية غير الناضجة، وهو مرض شديد العدوانية وغير متجانس. غالبًا ما يمتد المرض على نطاق واسع ليشمل نقي العظم، وتشكّل كتلة منصفية، وتضخم الغدد اللمفية، والارتشاح إلى الجهاز العصبي المركزي، وتضخم الطحال. يمكن أن تظهر الأعراض بشكل حاد أو تتطور تدريجيًا بمرور الوقت. السمة السريرية الأكثر شيوعًا بين المرضى هي انبثاث الخلايا الخبيثة المستنسخة، وبالتالي تثبيط التكون الطبيعي للدم، ما يؤدي إلى نقص خلايا الدم المحيطية الوظيفية (خاصةً الصفيحات الدموية).

## العلامات والأعراض
قد لا يعاني مرضى ابيضاض الدم اللمفاوي الحاد للخلايا التائية دائمًا من جميع العلامات والأعراض أدناه. قد يعاني المرضى الذين يعانون من حالات طبية أخرى غير ابيضاض الدم أيضًا من أعراض مماثلة.
- الالتهابات المتكررة بسبب نقص خلايا الدم البيضاء الطبيعية (العدلات)[7]
- نزيف وكدمات غير عادية و/أو شائعة
- التعب الشديد والتورم في الرقبة (العقد اللمفاوية) أو منتصف الصدر، ما يسبب تورمًا محتملاً في الوجه
- حمى غير مبررة، نفضان، و/أو تعرق ليلي
- فقدان وزن غير مبرر و/أو فقدان الشهية
- تورم الغدد اللمفاوية
- حكة جلدية غير مبررة

## العلاج
في الوقت الحالي، يتمثل العلاج القياسي لابيضاض الدم اللمفاوي الحاد للخلايا التائية بالعلاج الكيميائي طويل الأمد وتناول الأدوية لمنع أو علاج الآثار الجانبية المرتبطة بانخفاض عدد خلايا الدم البيضاء نتيجةً لأنظمة العلاج الكيميائي المكثفة. عادةُ ما يتم العلاج على ثلاث مراحل: التحريض والتعزيز والصيانة. من المتوقع أن يمتد العلاج على مدى عامين تقريبًا وتكون مرحلة الصيانة هي الأطول. يمكن أن ينتشر المرض إلى الدماغ والنخاع الشوكي، ويُشخص ذلك بالبزل القطني للمرضى المشتبه في إصابتهم بابيضاض الدم اللمفاوي الحاد للخلايا التائية. يساعد البزل القطني على تحديد الخلايا الابيضاضية المحيطة بالسائل الدماغي الشوكي. حتى إذا لم يُعثر على الخلايا الابيضاضية في السائل الدماغي الشوكي لحظة التشخيص، ستنتشر إليه غالبًا مع مرور الوقت وتقدم المرض. حاليًا، يعد العلاج الكيميائي الوقائي داخل القراب في لمفوما الجهاز العصبي المركزي أمرًا بالغ الأهمية، وهو علاج يُستخدم لتقليل خطر انتشار سرطان الدم إلى النخاع الشوكي والدماغ عن طريق إعطاء العلاج الكيميائي مباشرة في السائل الدماغي الشوكي.